# Tir la Jocurile Olimpice de vară din 2024
Probele sportive de tir sportiv la Jocurile Olimpice de vară din 2024 s-au  desfășurat în perioada 27 iulie-5 august 2024 la Centrul Național de Tir din Châteauroux, Franța. Spre deosebire de 2020, numărul de sportivi care concurează în cele cincisprezece probe de la aceste Jocuri a fost redus de la 360 la 340, cu o distribuție egală între bărbați și femei. Mai mult, au fost instituite mai multe schimbări semnificative în programul probelor, inclusiv înlocuirea probei mixte de trap cu cea mixtă de skeet.

## Clasament pe medalii
Legendă
| Loc   | Țară                       | Aur | Argint | Bronz | Total |
| ----- | -------------------------- | --- | ------ | ----- | ----- |
| 1     | China                      | 5   | 2      | 3     | 10    |
| 2     | Coreea de Sud              | 3   | 3      | 0     | 6     |
| 3     | Statele Unite ale Americii | 1   | 3      | 1     | 5     |
| 4     | Italia                     | 1   | 2      | 1     | 4     |
| 5     | Marea Britanie             | 1   | 1      | 0     | 2     |
| 6     | Elveția                    | 1   | 0      | 1     | 2     |
| 6     | Guatemala                  | 1   | 0      | 1     | 2     |
| 8     | Chile                      | 1   | 0      | 0     | 1     |
| 8     | Serbia                     | 1   | 0      | 0     | 1     |
| 10    | Franța                     | 0   | 1      | 0     | 1     |
| 10    | Suedia                     | 0   | 1      | 0     | 1     |
| 10    | Turcia                     | 0   | 1      | 0     | 1     |
| 10    | Ucraina                    | 0   | 1      | 0     | 1     |
| 14    | India                      | 0   | 0      | 3     | 3     |
| 14    | Australia                  | 0   | 0      | 1     | 1     |
| 14    | Croația                    | 0   | 0      | 1     | 1     |
| 14    | Kazahstan                  | 0   | 0      | 1     | 1     |
| 14    | Taipeiul Chinez            | 0   | 0      | 1     | 1     |
| 14    | Ungaria                    | 0   | 0      | 1     | 1     |
| Total | Total                      | 15  | 15     | 15    | 45    |

## Medaliați

### Masculin
| Probă                               | Aur                                                | Argint                                           | Bronz                                 |
| Pistol cu aer comprimat 10m detalii | Xie Yu · China (CHN)                               | Federico Nilo Maldini · Italia (ITA)             | Paolo Monna · Italia (ITA)            |
| Pistol foc rapid 25m detalii        | Li Yuehong · China (CHN)                           | Cho Yeong-jae · Coreea de Sud (KOR)              | Wang Xinjie · China (CHN)             |
| Pușcă cu aer comprimat 10m detalii  | Sheng Lihao · China (CHN)                          | Victor Lindgren · Suedia (SWE)                   | Miran Maričić · Croația (CRO)         |
| Pușcă trei poziții 50m detalii      | Liu Yukun · China (CHN)                            | Serhii Kulish · Ucraina (UKR)                    | Swapnil Kusale · India (IND)          |
| Trap detalii                        | Nathan Hales · Marea Britanie (GBR)                | Qi Ying · China (CHN)                            | Jean Pierre Brol · Guatemala (GUA)    |
| Skeet detalii                       | Vincent Hancock · Statele Unite ale Americii (USA) | Conner Prince · Statele Unite ale Americii (USA) | Lee Meng-yuan · Taipeiul Chinez (TPE) |

### Feminin
| Probă                                | Aur                               | Argint                                             | Bronz                                           |
| Pistol cu aer comprimat 10 m detalii | Oh Ye-jin · Coreea de Sud (KOR)   | Kim Ye-ji · Coreea de Sud (KOR)                    | Manu Bhaker · India (IND)                       |
| Pistol 25m detalii                   | Yang Ji-in · Coreea de Sud (KOR)  | Camille Jedrzejewski · Franța (FRA)                | Veronika Major · Ungaria (HUN)                  |
| Pușcă cu aer comprimat 10m detalii   | Ban Hyo-jin · Coreea de Sud (KOR) | Huang Yuting · China (CHN)                         | Audrey Gogniat · Elveția (SUI)                  |
| Pușcă trei poziții 50m detalii       | Chiara Leone · Elveția (SUI)      | Sagen Maddalena · Statele Unite ale Americii (USA) | Zhang Qiongyue · China (CHN)                    |
| Trap detalii                         | Adriana Ruano · Guatemala (GUA)   | Silvana Stanco · Italia (ITA)                      | Penny Smith · Australia (AUS)                   |
| Skeet detalii                        | Francisca Crovetto · Chile (CHI)  | Amber Rutter · Marea Britanie (GBR)                | Austen Smith · Statele Unite ale Americii (USA) |

### Mixt
| Probă                               | Aur                                       | Argint                                                      | Bronz                                     |
| Pistol cu aer comprimat 10m detalii | Serbia · Zorana Arunović · Damir Mikec    | Turcia · Șevval İlayda Tarhan · Yusuf Dikeç                 | India · Manu Bhaker · Sarabjot Singh      |
| Pușcă cu aer comprimat 10m detalii  | China · Huang Yuting · Sheng Lihao        | Coreea de Sud · Keum Ji-hyeon · Park Ha-jun                 | Kazahstan · Alexandra Le · Islam Satpayev |
| Skeet (mixt) detalii                | Italia · Diana Bacosi · Gabriele Rossetti | Statele Unite ale Americii · Austen Smith · Vincent Hancock | China · Jiang Yiting · Lyu Jianlin        |